# Lenarchus fuscostramineus
Lenarchus fuscostramineus là một loài Trichoptera trong họ Limnephilidae. Chúng phân bố ở miền Cổ bắc.